# Aleksandr Safronow
Aleksandr Aleksandrowicz Safronow (ros. Александр Александрович Сафронов; ur. 12 listopada 1952 w Leningradzie, zm. 21 lipca 1989 tamże) – rosyjski panczenista reprezentujący Związek Radziecki, złoty medalista mistrzostw świata.

## Kariera
Największy sukces w karierze Aleksandr Safronow wywalczył w 1975 roku, kiedy zwyciężył podczas mistrzostw świata w wieloboju sprinterskim w Göteborgu. W zawodach tych wyprzedził bezpośrednio dwóch rodaków: Jewgienija Kulikowa oraz Walerija Muratowa. Był to jednak jedyny medal wywalczony przez niego na międzynarodowej imprezie tej rangi. Na rozgrywanych rok wcześniej mistrzostwach świata w wieloboju sprinterskim w Innsbrucku zajął czwarte miejsce, przegrywając walkę o medal z Eppie’m Bleekerem z Holandii. W 1976 roku brał udział w igrzyskach olimpijskich w Innsbrucku, gdzie w swoim jedynym starcie, biegu na 1000 m, zajął czwartą pozycję. Tym razem w walce o podium lepszy był Walerij Muratow. W 1982 roku zakończył karierę.
W 1974 roku w Medeo ustanowił rekord świata na 1000 m.
Zginął w wypadku samochodowym 21 lipca 1989 roku.